# Équipe de Galice de football
Maillots
L'équipe de Galice de football est l'équipe non reconnue internationalement de la Galice, qui est contrôlée par la Fédération de Galice de football. Elle n'est pas membre de la FIFA, ni de l'UEFA et ne participe donc pas aux tournois internationaux. L'équipe a été formée pour la première fois en 1922.

## Histoire
L'équipe de Galice voit le jour dans les années 1920 pour participer au championnat interrégional de l'époque, organisée par la Fédération espagnole. Elle perd en finale du championnat en 1922. En 1923, arpès une large victoire sept buts à deux sur l'Angleterre, ils remportent leurs plus large victoire de leurs histoires sur un score de sept buts à un contre une équipe composée de joueurs du Racing Ferrol et du Deportivo La Corogne.
L'équipe galicienne n'a revu le jour qu'en 1930, lorsqu'elle a joué un match amical au stade Chamartín de Madrid contre l'équipe du Centre, la Galice l'emportant quatre buts à un. Avec la guerre civile espagnole et l'arrivée au pouvoir du général Francisco Franco, l'équipe disparait.
La sélection disparue depuis 75 ans réapparait en 2005 en affrontant l'Uruguay lors d'une victoire trois buts à deux.
En 2023, elle remporte la Coupe des régions de l'UEFA trois buts à un contre Belgrade.